# Hannó II el Gran
Hannó (en púnic, 𐤇𐤍𐤀, ḥnʾ; en grec antic: Ἅννων; segle iii aC), dit el Gran (ὁ Μέγας), segons Apià, per les seves gestes a l'Àfrica, fou durant anys líder del partit aristocràtic de Cartago i, per tant, adversari polític d'Hamílcar Barca i els seus parents.
És esmentat la primera vegada com a comandant a la Primera Guerra Púnica quan encara era molt jove. Va prendre part a la conquesta d'una ciutat anomenada Hecatompilos, molt rica, de situació desconeguda. Durant aquesta campanya es va destacar i va adquirir un gran prestigi. Fou encara millor vist pel govern per com de malament va tractar els africans i pel rigor amb què recaptava les taxes amb què carregava els africans.
A la batalla d'Egusa, lliurada durant la Primera Guerra Púnica el 10 de març del 241 aC, la flota de Cartago que comandava fou derrotada per la marina romana, capitanejada per Gai Lutaci Càtul, i la victòria romana va obligar a acabar el conflicte amb victòria romana.
Al retorn dels mercenaris de Sicília el 240 aC, es van reunir a Sica, i fou Hannó qui els va informar que no cobrarien una part dels salaris que hom els devia. La notícia va tenir molt mala rebuda; Hannó va voler negociar, sense succés, i finalment va tornar a Cartago. Els mercenaris, dirigits per Espendi i Mató, es van revoltar, i Hannó fou nomenat comandant de l'exèrcit.
Aquesta campanya era més complexa, i no tenia prou experiència per portar-la. Encara que primer va derrotar els rebels sota els murs d'Útica, a continuació, els mercenaris sorprengueren el seu camp, i van seguir diverses proves de manca de capacitat que van obligar el senat a recórrer a Hamílcar Barca, però sense privar Hannó del seu comandament sinó en associació. Els dos generals no es van poder avenir, i quan el govern va haver de decidir quin dels dos seria únic general, va deixar la tria als soldats, que van triar Hamílcar. Al lloc d'Hannó, fou nomenat Hanníbal, però subordinat a Hamílcar. Quan Hanníbal va morir en el setge de Tunis, el govern va imposar una reconciliació entre Hamílcar i Hannó, i poc després, junts, van derrotar l'exèrcit rebel en una batalla decisiva. La conquesta d'Útica per Hamílcar i la d'Hipona per Hannó va completar la campanya (237 aC).
Segons Apià, Hannó i Hamílcar van fer després una campanya contra els númides. Fou cridat a Cartago per respondre d'uns càrrecs aixecats contra ell pel partit popular.
En endavant, ja no va participar en les campanyes militars, i es va dedicar a la política. Es va enfrontar amb Hamílcar Barca i la seva família, que per mitjà del partit popular havien assolit el poder. Durant trenta anys es va oposar a totes les mesures dels Barca, del desembarcament a Hispània fins a la guerra amb Roma a Itàlia, i fou partidari de la pau amb els romans. Sembla que fou qui va defensar els ambaixadors romans de la fúria del poble el 202 aC (un any abans de la batalla de Zama el 201 aC); amb la derrota cartaginesa, fou un dels ambaixadors enviats a demanar la pau a Escipió.
Després de la guerra fou dirigent del partit romà, mentre l'oposició era partidària del rei Masinissa I de Numídia. Es desconeix la data de la seva mort.